# Lijst van fjorden in de Faeröer

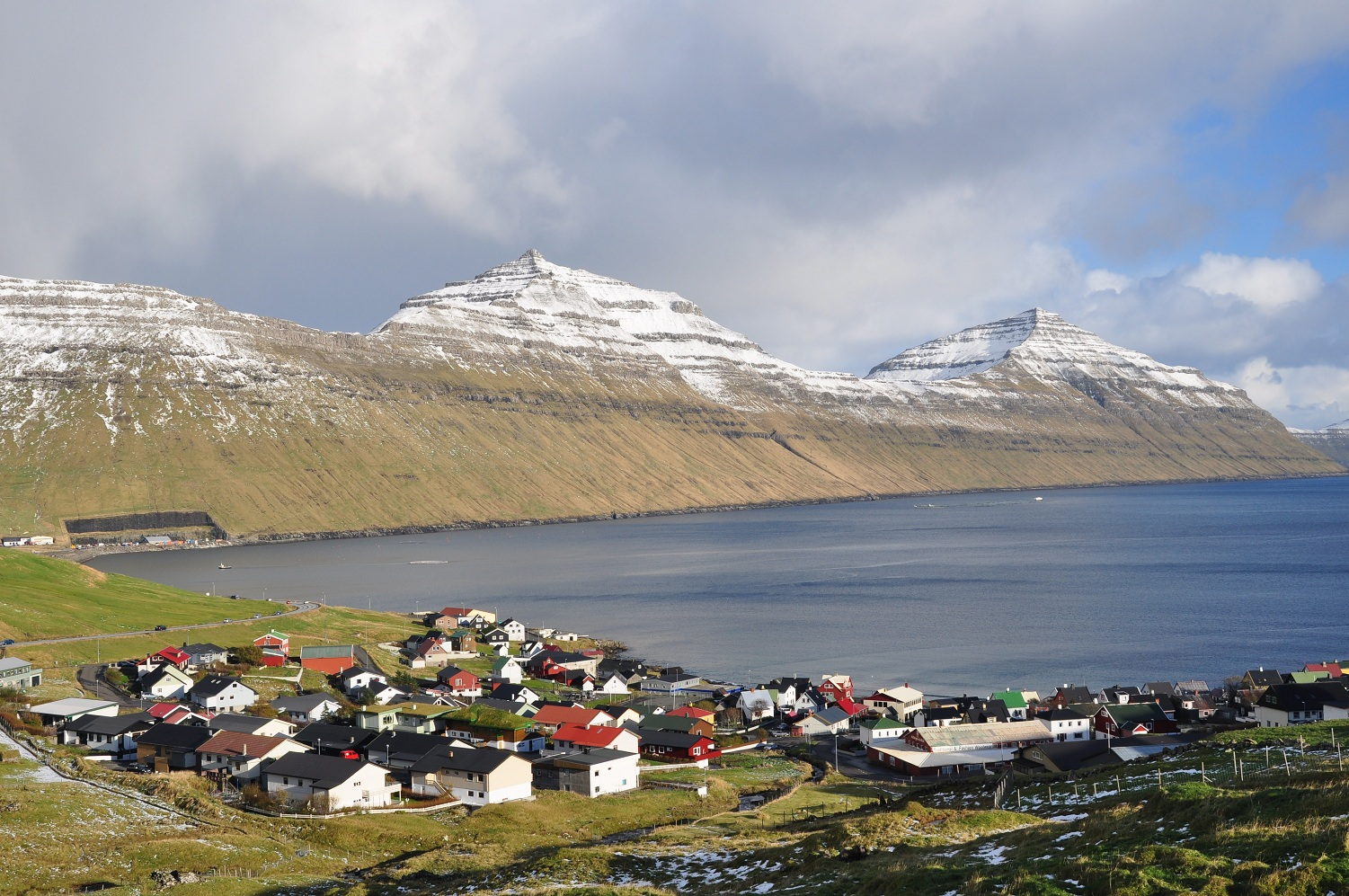
Gøtuvík

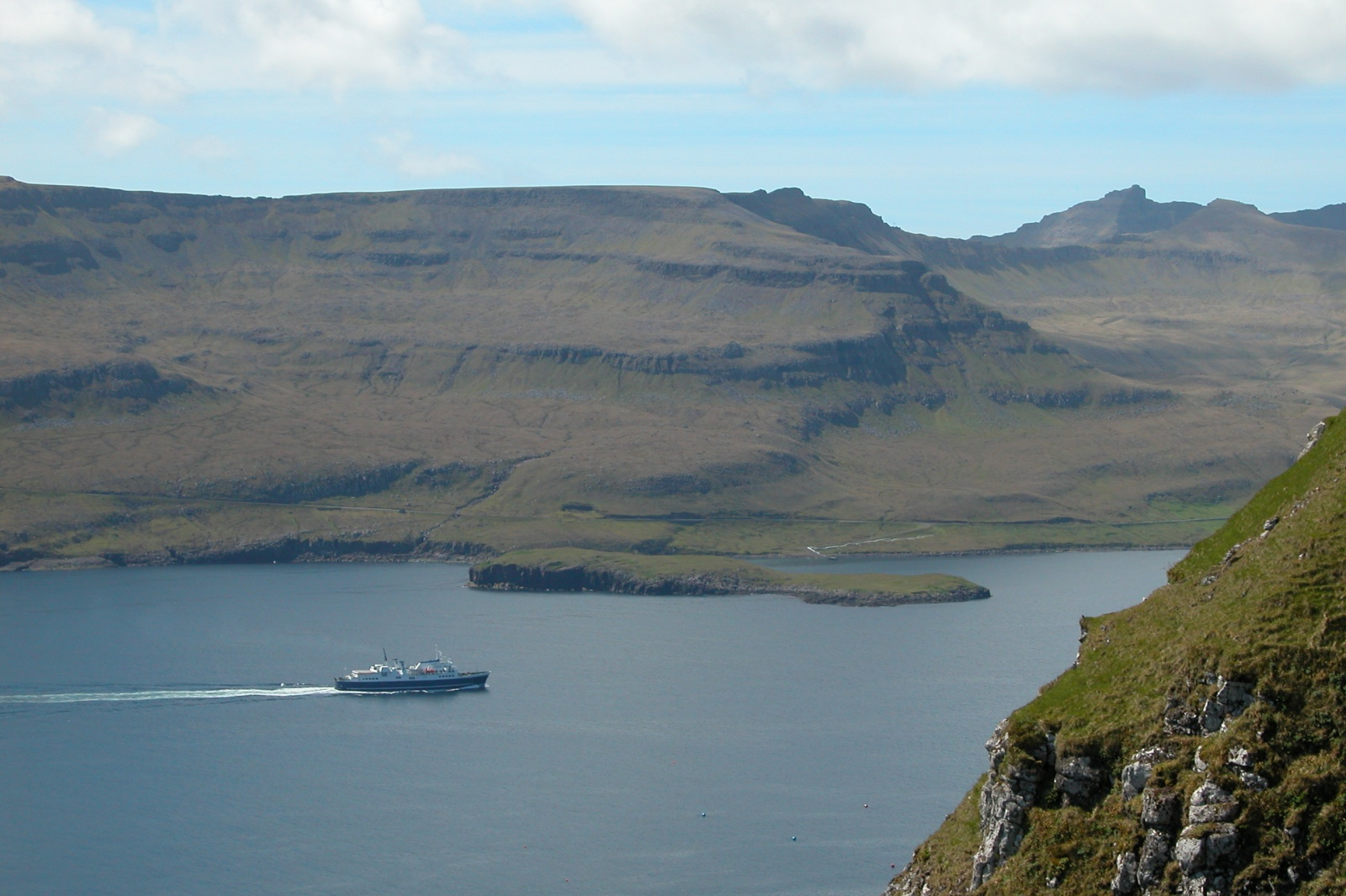
Trongisvágsfjørður

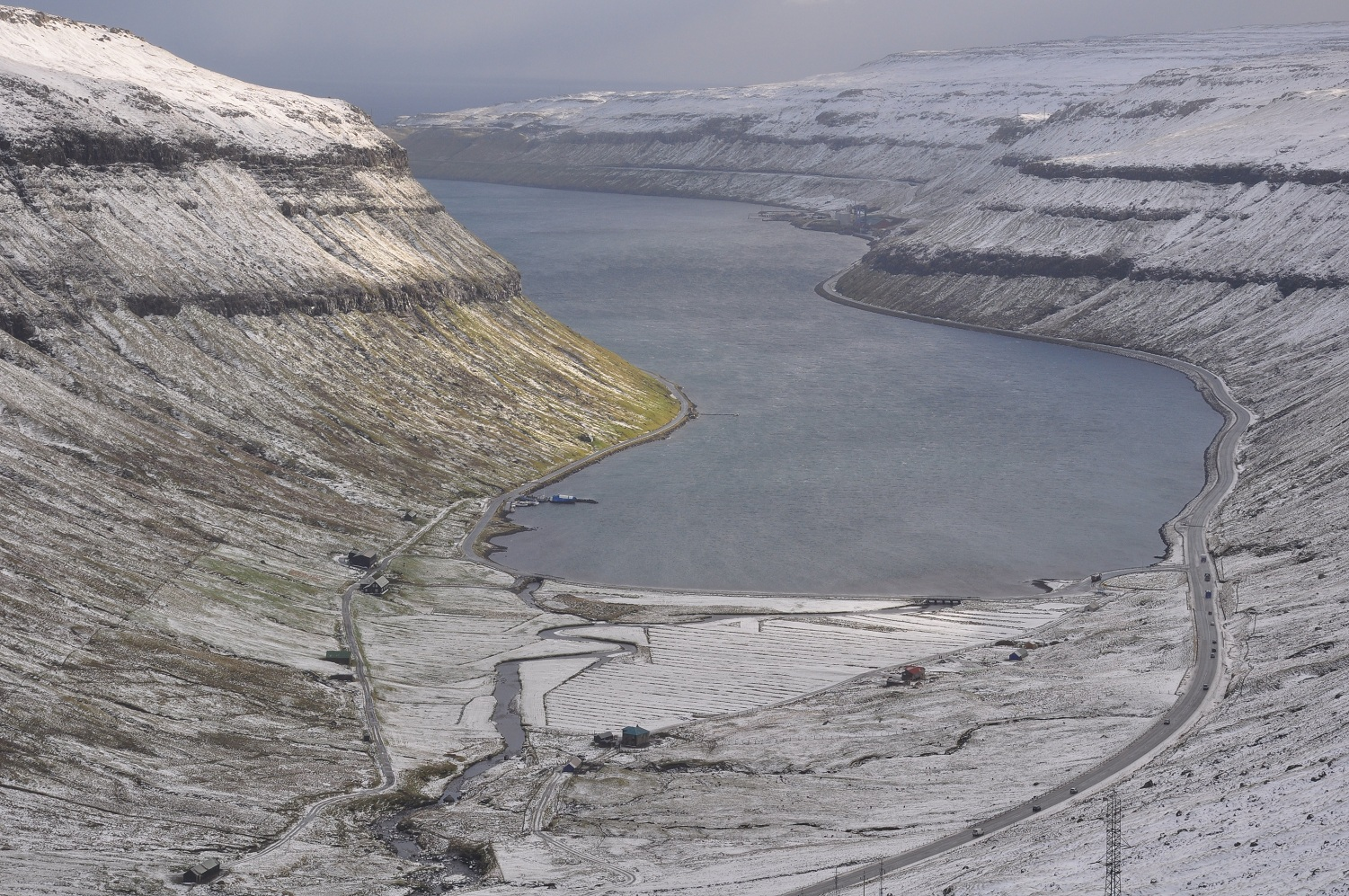
Kaldbaksfjørður

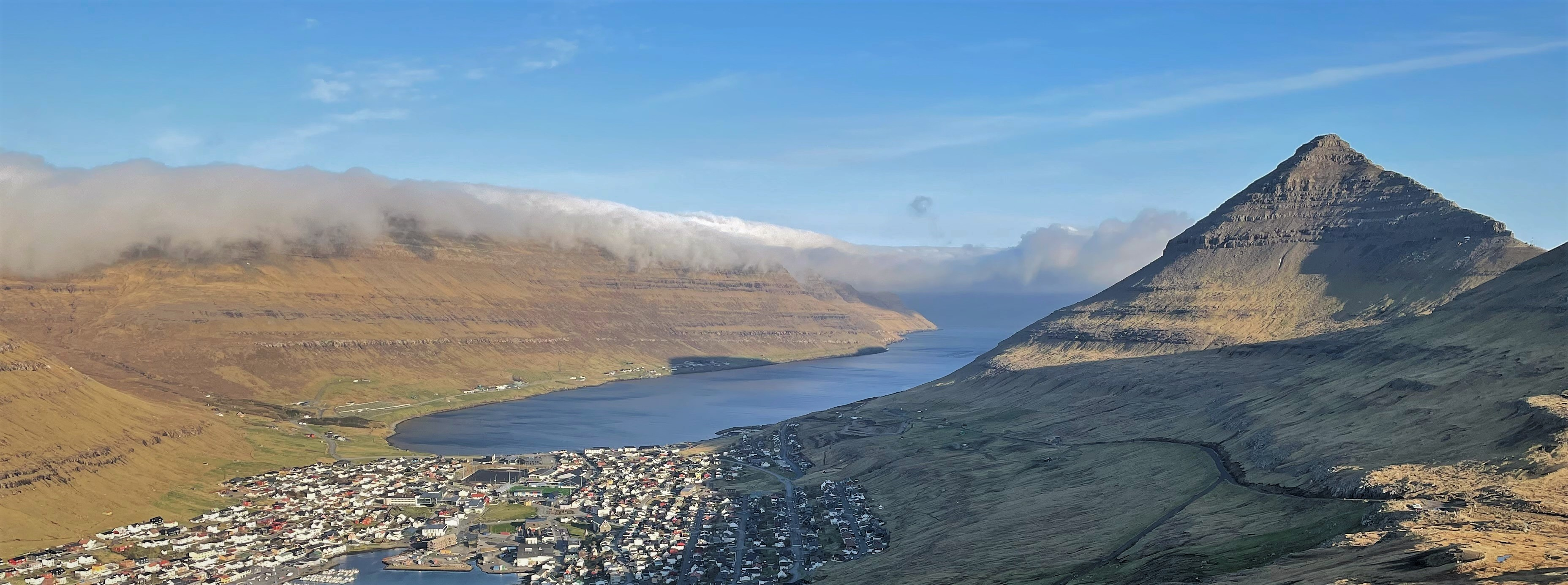
Borðoyarvík

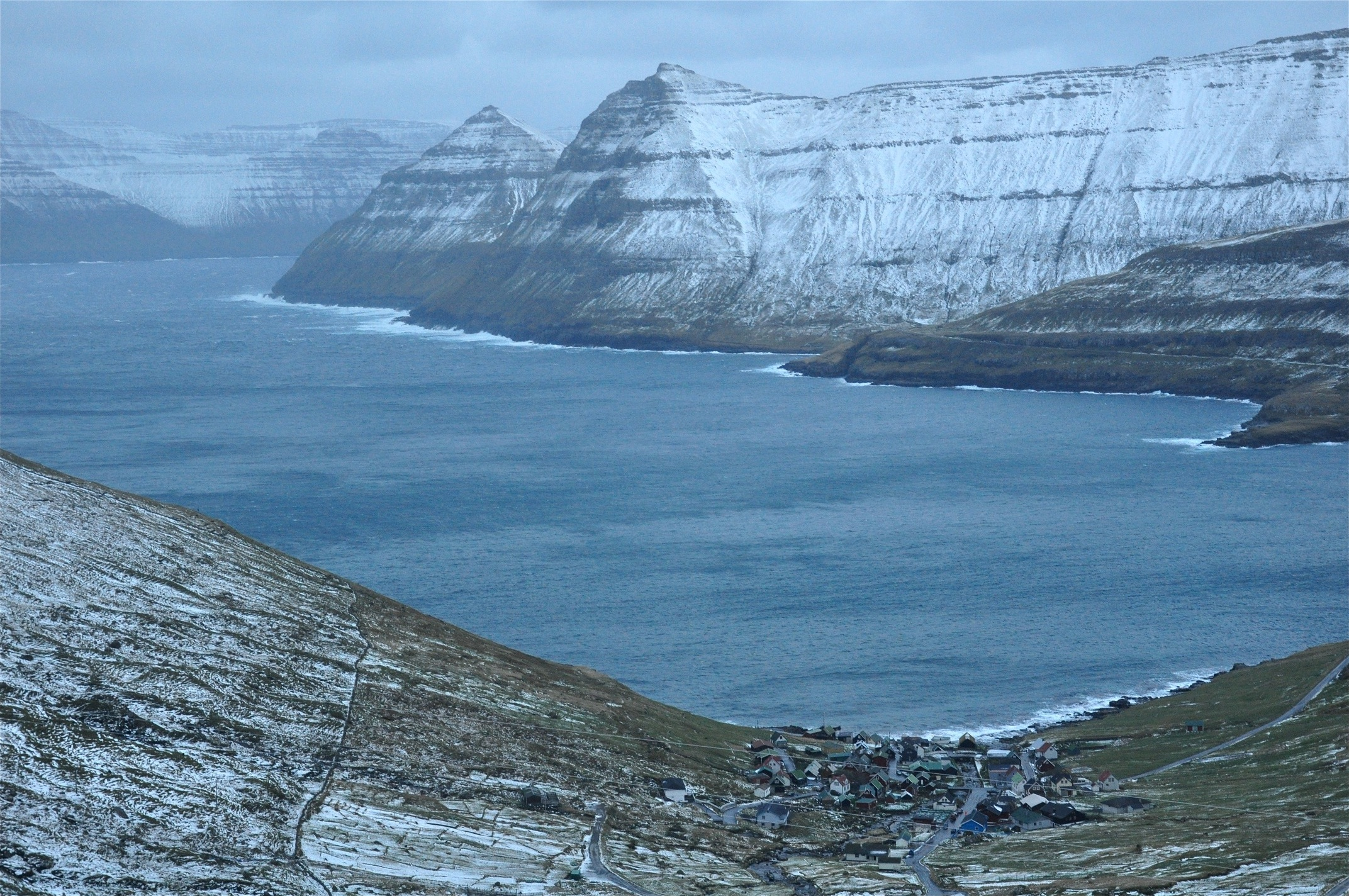
Funningsfjørður

Dit is een lijst van fjorden in de Faeröer, een autonoom gebied binnen het koninkrijk Denemarken.

## Fjorden
| Fjord              | Eiland   | Lengte in km |
| ------------------ | -------- | ------------ |
| Árnafjørður        | Borðoy   | 7,2          |
| Borðoyarvík        | Borðoy   | 6,5          |
| Fuglafjørður       | Eysturoy | 1,5          |
| Funningsfjørður    | Eysturoy | 9,7          |
| Gøtuvík            | Eysturoy | 11,0         |
| Hovsfjørður        | Suðuroy  |              |
| Hvalbiarfjørður    | Suðuroy  |              |
| Kaldbaksfjørður    | Streymoy |              |
| Kollafjørður       | Streymoy | 4,2          |
| Lambavík           | Eysturoy | 6,1          |
| Lopransfjørður     | Suðuroy  |              |
| Oyndarfjørður      | Eysturoy | 3,0          |
| Sandvík            | Suðuroy  |              |
| Skálafjørður       | Eysturoy | 14,0         |
| Skarðsvík          | Fugloy   |              |
| Svínoyarvík        | Svínoy   | 1,8          |
| Sørvágsfjørður     | Vágar    | 3,5          |
| Trongisvágsfjørður | Suðuroy  |              |
| Vágsfjørður        | Suðuroy  |              |
| Viðvík             | Viðoy    | 2,0          |
| Víkarfjørður       | Suðuroy  |              |